# 3474 Linsley
3474 Linsley eller 1962 HE är en asteroid i huvudbältet, som upptäcktes 27 april 1962 av Indiana Asteroid Program vid Indiana University Bloomington med Goethe Link Observatory. Asteroiden har fått sitt namn efter Earl G. Linsley.
Asteroiden har en diameter på ungefär 8 kilometer.